# Namsskogan
Namsskogan – norweskie miasto i gmina leżąca w regionie Trøndelag.
Namsskogan jest 59. norweską gminą pod względem powierzchni.
W miejscowości jest stacja kolejowa Namsskogan.

## Demografia
Według danych z roku 2021 gminę zamieszkuje 833 osób. Gęstość zaludnienia wynosi 0,66 os./km². Pod względem zaludnienia Namsskogan zajmuje 412. miejsce wśród norweskich gmin.
| ludność stan na 1 stycznia 2005 |         |           |       |
|                                 | kobiety | mężczyźni | razem |
| osób                            | 469     | 472       | 941   |
| %                               | 49,84%  | 50,16%    | 100%  |

| wykształcenie stan na 1 października 2004 |        |         |        |        |
|                                           | podst. | średnie | wyższe | niezn. |
| osób                                      | 245    | 432     | 87     | 10     |
| %                                         | 31,65% | 55,81%  | 11,24% | 1,29%  |

## Edukacja
Według danych z 1 października 2004:
- liczba szkół podstawowych (norw. grunnskolar): 2
- liczba uczniów szkół podst.: 104

## Władze gminy
Według danych na rok 2011 administratorem gminy (norw. rådmann) jest Geir Staldvik, natomiast burmistrzem (norw. ordfører, d. borgermester) jest Kari Ystgård.